# Genocidi de Cambodja
El Genocidi de Cambodja (llengua khmer: របបប្រល័យពូជសាសន៍នៅកម្ពុជា) fou la persecució i assassinat sistemàtics de ciutadans de Cambodja practicat pel règim dels Khmer Rouge sota el lideratge de Pol Pot, secretari general del Partit Comunista de Kamputxea entre el 1975 i el 1979. Va resultar en la mort d'1,5 a 2 milions de persones, gairebé una quarta de la població de Cambodja el 1975 (uns 7,8 milions).